# Suomenselkä
Le Suomenselkä est un ensemble peu défini de moraines parallèles du centre-ouest de la Finlande.

## Géographie
Le Suomenselkä est beaucoup moins clairement visible que le Salpausselkä. Plutôt que de parler d'une seule moraine – il y en a plusieurs et leur hauteur ne dépasse que rarement les vingt mètres – les Finlandais désignent le Suomenselkä comme une véritable région, une bande de 30 à 50 kilomètres de largeur sur 500 kilomètres de longueur.
Le relief est marqué par une alternance de moraines et d'eskers, entrecoupés par des forêts denses et des marais. Le point culminant est le Naulavaara avec 355 mètres d'altitude.
Historiquement, le Suomenselkä, région très peu peuplée, marque la frontière entre l'Ostrobotnie et les provinces situées au sud et à l'est. Le centre du Suomenselkä marque également la ligne de partage des eaux entre d'une part les rivières côtières d'Ostrobotnie et d'autre part la région des lacs et les bassins des grands fleuves Kokemäenjoki, Kymijoki et Vuoksi.
Le Suomenselkä commence à Sideby, petit village côtier de la ville de Kristinestad. Il suit ensuite un axe est-nord-est, séparant au nord l'Ostrobotnie et l'Ostrobotnie du Sud du Satakunta et du Pirkanmaa au sud. Il suit ensuite un axe nord-nord-est, séparant à l'ouest Obtrobotnie du Sud et Ostrobotnie-Centrale et à l'est la Finlande-Centrale. C'est la partie la plus spectaculaire et aussi la plus sauvage, avec  notamment le sanctuaire de rennes sauvages autour du parc national de Salamajärvi. Le Suomenselkä se termine en Ostrobotnie du Nord, non loin du lac Oulu.